# Fairview, Wyoming
Fairview är en ort i Lincoln County i delstaten Wyoming, USA.